# Angelo Maria Querini

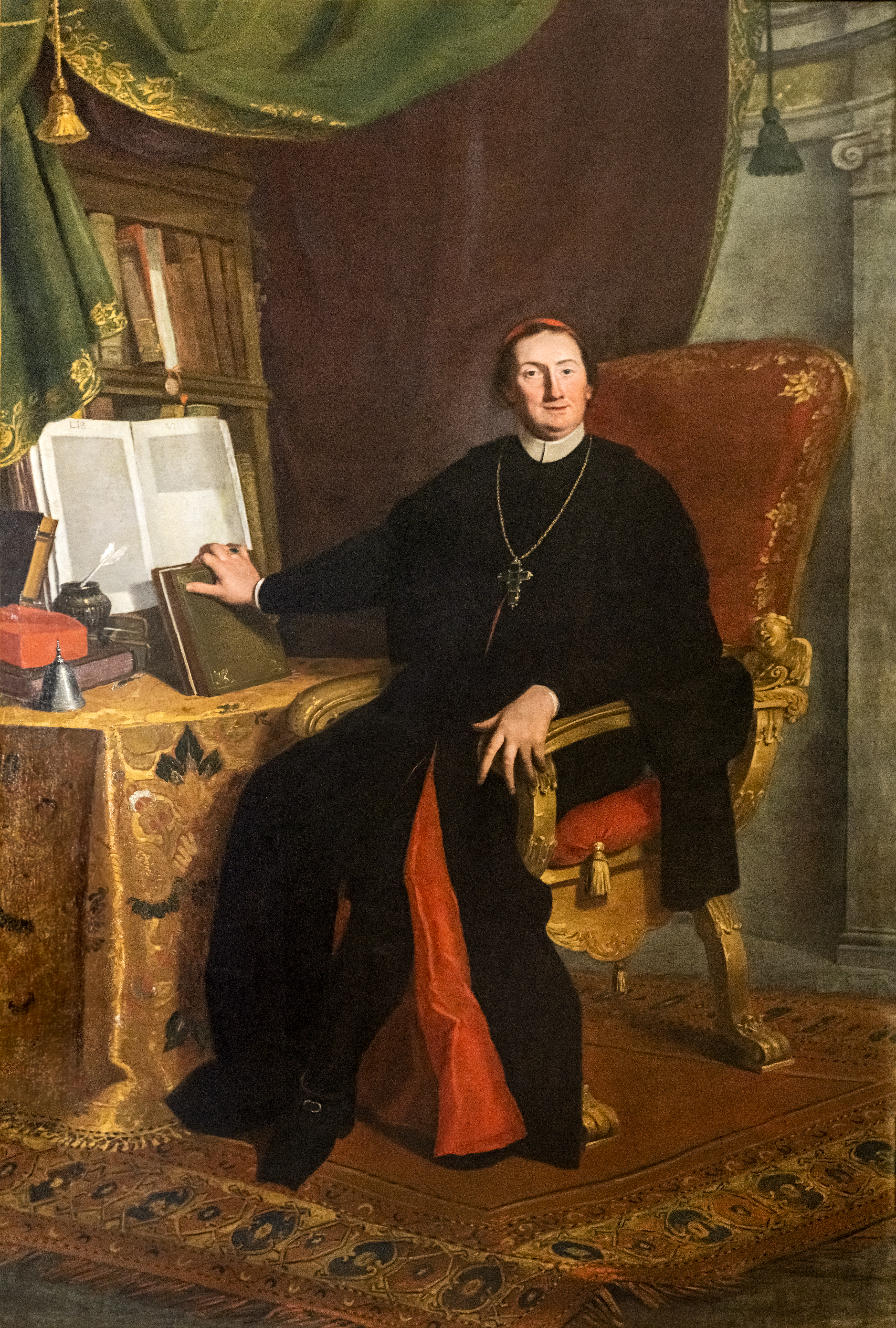
Angelo Maria Querini.

Angelo Maria (ordensnamn, ursprungligen Girolamo) Querini, född den 30 mars 1680 i Venedig, död den 6 januari 1759 i Brescia, var en italiensk lärd.
Querini uppfostrades i Brescia och ingick därefter i benediktinklostret Monte Cassino, vars abbot han blev 1718. Han erhöll sedan Korfus och Brescias biskopslägenheter samt utnämndes till kardinal 1727 och blev 1730 föreståndare för Vatikanbiblioteket, tills han på grund av misshälligheter med den påvliga regeringen 1751 drog sig tillbaka till sin biskopsstol i Brescia. Genom grundliga studier och vidsträckta resor hade han förvärvat sig en omfattande lärdom, varom även hans skrifter bär vittnesbörd. Särskilt sysslade han med liturgins historia. Hans fredsälskande sinnelag gjorde honom högt skattad även av protestanterna. Bland hans många utgivna arbeten är följande viktigast: Orthodoxa veteris Græciæ officia (1721), Enchiridion græcorum (1725), Primordia Corcyræ (samma år), Specimen variæ literaturæ, quæ in urbe Brixia... florebat (2 band, 1739), biografier över Paul II och III med mera. Han ombesörjde även utgivandet av Efraim Syrerns arbeten på grekiska, syriska och latin i 6 band (1732–46). Sin egen levnad och verksamhet skildrade Querini i Commentarii de rebus pertinentibus ad Quirinum (3 band, 1749).